# Belvís de Monroy
Belvís de Monroy är en kommun i Spanien.   Den ligger i provinsen Provincia de Cáceres och regionen Extremadura, i den centrala delen av landet, 180 km väster om huvudstaden Madrid. Antalet invånare är 641.